# 搭錯車
《搭錯車》是於1983年上映的台灣電影，為以音乐演藝為題材的劇情片。台灣MV風氣可謂濫觴於本片。由虞戡平執導，黃百鳴、吳念真編劇，鐵孟秋製片，林麗珍編舞，演員包括孫越、江霞、吳少剛、劉瑞琪、李立群（一人分飾兩角，即啞叔的同袍阿滿，以及與女主角阿美一起長大、阿滿的兒子阿明），幕後配唱則由蘇芮擔任，當時仍是學生的何篤霖在結局時擔任全身涂滿金漆近乎半裸的舞者。電影製作時，導演虞戡平與新藝城產生意見分歧；電影在香港和台灣也票房賣座，但虞戡平依然決定離開新藝城。
此片在1983年第20屆金馬獎入圍最佳男主角（孫越）、最佳女配角（江霞）等十一項大獎提名，最後奪得最佳男主角、最佳原作音樂、最佳插曲、最佳錄音等4項大獎。虞戡平導演對江霞在片中精湛、令人動容的演出卻未能奪得最佳女配角一獎，深感遺憾；二十餘年後在該片於電視台重播所做的回顧訪談中仍耿耿於懷，認為「她應該得獎的」。

## 題材
電影以台北市信義路眷村國軍退役官兵為背景，刻劃了眷村火災及舊區重建過程中所引起的問題。1970、1980年代台灣經濟高速成長，新生代的阿美一心想進入的歌舞影壇也是本片刻劃的主題之一。

## 劇情
啞叔（孫越飾）喜愛音樂，擅於演奏小喇叭，但年輕時追隨中華民國國軍作戰，喉嚨因故受傷，導致聲帶受損無法言語，自軍中退伍後，便以撿字紙、收玻璃瓶等資源回收為生。他和女友芝蘭同居，為人客氣又老實，鄰居也十分照顧，生活清貧但是快樂。
某日清晨，啞叔一如往常外出工作，卻在垃圾堆發現一名兩個月大的女嬰，根據紙條名叫阿美，啞叔不忍孩子遭棄，決定扶養阿美。他屢屢拜託同居女友芝蘭幫忙照顧，她雖極不願意，卻無法拒絕拼命賣笑臉的對方。在啞叔某天晚上回家的路上，他把原本要買的酒換成了牛奶，沒想到回家後芝蘭因為對家中經濟狀況感到憂心，加上照顧孩子的勞累等等，一怒之下與啞叔爆發衝突，之後便離家出走。
阿美漸漸長大，和鄰居阿滿、滿嫂、身心障礙的滿嫂弟弟和兒子阿明等等常有往來，會數禮勤。某個冬天晚上，原本阿滿要當作香肉火鍋的黑狗，負傷逃出，被阿美所收養，取名來福。上小學後的阿美因為父親啞叔從事回收酒瓶的拾荒工作，而遭同學嘲笑，心靈受到創傷。
一晚，阿滿叔賭博酒醉夜歸，不慎摔落水溝溺斃，滿嫂緊急去探視，卻來不及滅掉灶火，使社區發生火災，滿嫂失去身心障礙的弟弟，種種悲劇成為阿美童年慘痛的記憶。直到阿美發現父親頭髮斑白、一臉皺紋，她才驚覺自己已經長大。
阿美開始到歌廳駐唱賺錢，認識了作曲家時君邁並向他學習音樂，兩人亦在夜總會、鋼琴酒吧合唱，很受到歡迎，有一次表演時被經紀公司經理余廣泰相中而踏入演藝圈。
阿美離開違章建築的老家，搬入余經理購置的豪宅，並且整天為了宣傳而忙碌；她偶爾才能抽空回家探望啞叔，許諾未來將賺許多錢，給父親買大房子住；青梅竹馬鄰居，阿滿的兒子阿明對阿美有好感，但是看到阿美整天忙碌而且出入上流社會而作罷。
阿美因宣傳需要而改名為孫瑞琪，公司並對外宣稱她出生在富裕家庭，父親是建築師且家人都移居美國等等；隨著阿美的演藝生涯發展，她在東南亞大紅大紫，四處奔波開演唱會，卻在一次記者招待會上，遇到同公司的過氣女明星沈妮喝醉鬧場，拉著啞叔要當著大家的面戳破孫瑞琪身世的謊言，余經理連忙出來圓謊，斥責啞叔和旁邊看不下去而幫腔的阿明是騙子。經過這次阿美和啞叔無法公開承認父女關係的事件後，心情大受打擊，雖然內心百般不願，但在余經理的懇求下，也只能默默承受，不過憶起遠離的啞叔、君邁，心情卻是孤單寂寞。
啞叔非常想念阿美，憶起過去種種，心情更為沈重，於是帶著來福回到他常待的新店溪邊散心，卻在回家的路上遭受一場突如其來的車禍意外，來福為了保護主人而肚破腸流命在旦夕，啞叔為了減少它的痛苦只好忍痛結束牠的生命。此時，大多屬於違章建築的小村遭政府強制拆除，阿明在抗爭中意外身亡，已失去丈夫和弟弟的滿嫂難過得抱著啞叔痛哭失聲。
阿美返國開演唱會，一切全被余經理嚴密監控。與此同時，名歌星孫瑞琪的消息透過電視傳至大街小巷，也讓時君邁從電視上發現；半夜，阿美回到老家，只見滿地斷垣殘瓦，困惑不已，余經理急忙跑來勸阿美趕緊進行演唱會排練，勸她勿為此毀掉好不容易建立的地位；另一方面，君邁與滿嫂徒步返家，見到了啞叔，滿嫂靦腆解釋，啞叔身體欠佳，為了方便照顧，兩人目前同住一起，兒子的喪事及開麵店的錢都是阿美給啞叔的二十萬。君邁見啞叔孤單演奏喇叭，滿嫂回憶阿美小時最愛聽此音樂，只要啞叔吹奏，她便立刻停止哭泣，君邁大受感動，回家後立刻著手撰寫歌曲「酒干倘賣無」。寫好後，他將歌曲寄給阿美，希望她能將此曲演唱給需要愛的人聽，特別是自己的父親啞叔，阿美看了歌詞，痛哭流涕，父親辛苦撫養她長大的一幕幕全都如潮水般湧向眼前。
電視直播阿美演唱會現場，銀幕這頭的啞叔憶起扶養女兒的種種，頓感人世滄桑，隨即暈倒送醫，滿嫂見啞叔病重，衝至會場呼喊阿美，兩人匆匆趕至醫院，可惜為時已晚。啞叔卻已搶救無效宣告不治。
事後，阿美含淚忍痛在台上演唱「酒干倘賣無」，只為紀念去世的父親，歌曲不僅感動觀眾，更令深知內情的滿嫂、君邁感傷落淚，卻也堅定地表明她對自己過去人生的歉疚和懺悔，痛悔自己在人生道路上搭錯了車。

## 主要演員
| 演員   | 角色                         |
| 孫越   | 啞叔                         |
| 劉瑞琪 | 阿美                         |
| 李立群 | 阿明（阿滿之子）             |
| 李立群 | 阿滿                         |
| 江霞   | 阿滿之妻                     |
| 素珠   | 阿滿鄰居，小老鼠之母         |
| 小戽斗 | 滿嫂的傻弟弟阿坤             |
| 吳少剛 | 時君邁                       |
| 陳啟峻 | 成年之小老鼠（阿滿鄰居之子） |
| 顏正國 | 兒時之小老鼠（阿滿鄰居之子） |
| 易虹   | 芝蘭                         |

## 電影歌曲

### 主題曲
| 歌名           | 演唱者 | 作曲   | 作詞           |
| 〈酒干倘賣無〉 | 蘇芮   | 侯德健 | 侯德健、羅大佑 |

### 插曲
| 歌名           | 演唱者       | 作曲   | 作詞           |
| 〈請跟我來〉   | 蘇芮、虞戡平 | 梁弘志 | 梁弘志         |
| 〈一樣的月光〉 | 蘇芮         | 李壽全 | 吳念真、羅大佑 |
| 〈是否〉       | 蘇芮         | 羅大佑 | 羅大佑         |
| 〈把握〉       | 蘇芮         | 梁弘志 | 梁弘志         |
| 〈變〉         | 蘇芮         | 梁弘志 | 梁弘志         |

## 獎項
| 年份   | 頒獎典禮            | 獎項             | 獲提名                                              | 結果 |
| ------ | ------------------- | ---------------- | --------------------------------------------------- | ---- |
| 1983年 | 第20屆金馬獎        | 最佳劇情片       | 《搭错車》                                          | 提名 |
| 1983年 | 第20屆金馬獎        | 最佳男主角       | 孫越                                                | 獲獎 |
| 1983年 | 第20屆金馬獎        | 最佳女配角       | 江霞                                                | 提名 |
| 1983年 | 第20屆金馬獎        | 最佳原著劇本     | 黃百鳴、葉雲樵                                      | 提名 |
| 1983年 | 第20屆金馬獎        | 最佳攝影         | 賀用正                                              | 提名 |
| 1983年 | 第20屆金馬獎        | 最佳藝術設計     | 張季平                                              | 提名 |
| 1983年 | 第20屆金馬獎        | 最佳服裝設計     | 洪偉明                                              | 提名 |
| 1983年 | 第20屆金馬獎        | 最佳剪輯         | 黃秋貴                                              | 提名 |
| 1983年 | 第20屆金馬獎        | 最佳錄音         | 高富國                                              | 獲獎 |
| 1983年 | 第20屆金馬獎        | 最佳原作電影音樂 | 陳志遠、李壽全                                      | 獲獎 |
| 1983年 | 第20屆金馬獎        | 最佳電影插曲     | 〈一樣的月光〉 作曲：李壽全                         | 獲獎 |
| 1984年 | 第3屆香港電影金像獎 | 最佳音樂         | 陳志遠、李壽全                                      | 獲獎 |
| 1984年 | 第3屆香港電影金像獎 | 最佳電影歌曲     | 〈酒干倘賣無〉 主唱：蘇芮 作曲：侯德健 填詞：侯德健 | 獲獎 |

## 幕後花絮
原本《搭錯車》的劇本並非目前的劇本，後來黃百鳴否決。然後由於劇本不滿意，在張艾嘉的要求下，黃百鳴親到台灣聯同虞戡平一同撰寫劇本。黃百鳴與虞戡平寫了二十四小時後，虞戡平回家，黃百鳴再寫二十四小時。一共連續花了四十八小時，成功撰寫劇本。
當時就讀國立藝專（今國立台灣藝術大學）的何篤霖因參與該片演出，違反校規「不得接演校外商業演出」，而遭記大過處分。

## 影響
該片創下新台幣4千餘萬元高票房；侯德健、李壽全、梁弘志、羅大佑與吳念真等人創作的電影音樂主題曲及插曲《酒干倘賣無》、《一樣的月光》、《請跟我來》至今仍廣泛流行 。《搭錯車》電影原聲大碟也是中文流行音樂史重要作品，這張唱片和羅大佑的專輯《之乎者也》一起被視為校園民歌時代和現代流行歌曲時代的分水嶺。
在2018年相信音樂、用心音樂推出改編版的【搭錯車】音樂劇 （页面存档备份，存于）。在2005年及2016年中國分別改拍為22集及38集的同名電視劇，並採用同樣的主題曲。

## 外部連結
- 開眼電影網上《搭錯車》的資料（繁體中文）
- 香港影庫上《搭錯車》的資料（繁體中文）
- 时光网上《搭錯車》的資料（简体中文）
- 豆瓣电影上《搭錯車》的資料 （简体中文）
- AllMovie上《搭錯車》的资料（英文）
- 互联网电影数据库（IMDb）上《搭錯車》的资料（英文）